# Zzebra
Zzebra war eine britische Jazzrock/Fusion/Afro Gruppe, die Mitte der 70er Jahre aktiv war.

## Geschichte
Zzebra wurde 1974 von den ehemaligen Mitgliedern der Jazzrockgruppe If Dave Quincy und Terry Smith zusammen mit Gus Yeadon (ex The Love affair), Loughty Amao (ex Osibisa), Liam Genockey und John McCoy gegründet. Yeadon verließ die Band während der Aufnahmen zum ersten Album und wurde durch Tommy Eyre ersetzt. Alan Marshall (Gesang) und Steve Byrd (Gitarre) stießen 1975 zur Band, da Terry Smith während der Aufnahmen zum Album Panic die Band verließ.
Nach dem Ende der Band 1976 arbeitet McCoy zusammen mit Ian Gillan, Tommy Eyre ersetzte Hugh McKenna in der Sensational Alex Harvey Band.

## Diskografie
Alben
- Zzebra (1974)
- Panic (1975)
- Lost World (1975, Veröffentlichung 2001)
- Take it or leave it (1976, Veröffentlichung 1999)
- Hungry Horse (2023, Live 1975)